# Gryon narus
Gryon narus är en stekelart som beskrevs av Mikhail Vasilievich Kozlov och Lê 1996. Gryon narus ingår i släktet Gryon och familjen Scelionidae. Inga underarter finns listade i Catalogue of Life.